# Stazione di Strintaxolu
La stazione di Strintaxolu era una fermata ferroviaria al servizio del comune di Nurri, posta lungo la linea Mandas-Arbatax.

## Storia
L'impianto nacque nella seconda metà del Novecento nella periferia ovest di Nurri a ridosso della ex casa cantoniera 58, risultando in uso nel 1994 sotto la gestione delle Ferrovie della Sardegna. Con la cessazione del servizio di trasporto pubblico sulla Mandas-Arbatax, destinata ai soli treni turistici a partire dal 16 giugno 1997, la fermata venne successivamente abbandonata sempre nel periodo di amministrazione delle FdS, le quali nei primi anni duemila non si servivano più dell'impianto per i treni a calendario del Trenino Verde.

## Strutture e impianti
La fermata si componeva del singolo binario di corsa, a scartamento da 950 mm, affiancato da una banchina, ancora presente nell'area dell'impianto.

## Movimento
La fermata non è più in uso dopo la riconversione a linea turistica della Mandas-Arbatax, benché nell'area dell'impianto vi transitino ancora i convogli del Trenino Verde in servizio sulla ferrovia.
Prima dell'estate 1997 lo scalo fu attivo principalmente come fermata a richiesta, venendo impiegato negli anni novanta anche come tappa obbligatoria dei treni in servizio sulla linea.